# Coçan (Arieja)
Coçan (francès Coussa) és un municipi francès situat al departament de l'Arieja i a la regió d'Occitània.